# Лаура К'ятті
Лаура К'ятті (італ. Laura Chiatti; нар. 15 липня 1982, Кастільйоне-дель-Лаго) — італійська акторка кіно і телебачення, модель та співачка.

## Життєпис
Народилася 15 липня 1982 року у місті Кастільйоне-дель-Лаго, провінція Перуджа, Умбрія. З дитинства прагнула стати співачкою. 1996 року здобула перемогу на конкурсі краси «Міс Тінейджер», після чого записала два музичні альбоми — «Straight To Your Heart» (1998) і «Stairway To Heaven» (1999). 
1998 року з'явилася у невеликій ролі Стефанії в комедійній драмі «Лаури тут немає» Антоніо Боніфаціо, яка отримала свою назву за однойменною піснею Філіппо Невіані. 2000 року дебютувала на телебаченні, зігравши в кількох епізодах мильної опери «Місце під сонцем». Її першою головною роллю стала старшокласниця Джулія у драматичному фільмі Джакомо Кампіотті «Ніколи не буде так, як раніше» 2004 року.
Всеєвропейську славу принесла головна роль у кінодрамі Паоло Соррентіно «Друг сім'ї», представленій у кокурсній програмі Каннського кінофестивалю 2006 року. Пізніше у неї були помітні ролі в картинах «Я хочу тебе» (2007) з Ріккардо Скамарчо, «Яго» (2009), «Невірність Клари» (2009), «Фатальна Лара» (2009), «Десь» (2010), «Любов: Інструкція з використання» (2011), «Чуже обличчя» та інших.

## Особисте життя
2006 року Лаура К'ятті зустрічалася з актором і режисером Сільвіо Муччіно, потім протягом кількох років перебувала у стосунках з актором і моделлю Франческо Арка, які завершилися 2009 року. У 2010—2013 роках у стосунках з капітаном баскетбольної команди «Фортітудо» Давидом Ламма. 
5 липня 2014 року вступила у шлюб з актором Марко Боччі. У подружжя двоє синів — Енеа (нар. 22 січня 2015) та Пабло (нар. 8 липня 2016). Мешкає з чоловіком та дітьми в місті Перуджа.

## Вибрана фільмографія
| Рік       |    | Українська назва                  | Оригінальна назва                | Роль                                   |
| --------- | -- | --------------------------------- | -------------------------------- | -------------------------------------- |
| 1998      | ф  | Лаури тут немає                   | Laura non c'è                    | Стефанія                               |
| 1999—2000 | с  | Місце під сонцем                  | Un posto al sole                 | Джорджія Балестра                      |
| 1999      | ф  | Божевільні в коханні              | Pazzo d'amore                    | Франческа                              |
| 1999      | ф  | Снігові канікули                  | Vacanze sulla neve               | Франческа                              |
| 2000      | ф  | Віа дель Корсо                    | Via del Corso                    | Моніка                                 |
| 2001      | с  | Однокласники                      | Compagni di scuola               | Валерія Філангері                      |
| 2002      | тф | Батьки                            | Padri                            | Анна                                   |
| 2003      | с  | Карабінери                        | Carabineri                       | Тереза Гульєльмі                       |
| 2004      | с  | Дон Матео                         | Don Matteo                       | Роберта                                |
| 2005      | ф  | Ніколи не буде так, як раніше     | Mai + come prima                 | Джулія                                 |
| 2005      | ф  | Другий крок                       | Passo a due                      | Франческа                              |
| 2006      | ф  | Друг сім'ї                        | L'amico di famiglia              | Розальба де Лука                       |
| 2006      | ф  | У нас вдома                       | A casa nostra                    | Елоді                                  |
| 2007      | ф  | Я хочу тебе                       | Ho voglia di te                  | Джиневра Біро                          |
| 2008      | ф  | Хто рано встає, того успіх чекає  | Il mattino ha l'oro in bocca     | Крістіана                              |
| 2009      | ф  | Яго                               | Iago                             | Дездемона                              |
| 2009      | ф  | Невірність Клари                  | Il caso dell'infedele Klara      | Клара                                  |
| 2009      | ф  | Друзі з бару Маргарити            | Gli amici del bar Margherita     | Марчелла                               |
| 2009      | ф  | Баарія                            | Baarìa                           | студентка                              |
| 2009      | ф  | Фатальна Лара                     | Io, loro e Lara                  | Лара                                   |
| 2010      | мф | Заплутана історія                 | Tangled                          | Рапунцель (голос в італійській версіï) |
| 2010      | ф  | Десь                              | Somewhere                        | Сільвія                                |
| 2011      | ф  | Любов: Інструкція з використання  | Manuale d'amore 3                | Міколь                                 |
| 2012      | ф  | Роман про бійню                   | Romanzo di una strage            | Джемма Калабресі                       |
| 2012      | ф  | Найгірше Різдво у моєму житті     | Il peggior Natale della mia vita | Бенедетта                              |
| 2013      | мф | Гладіатори Риму                   | Gladiatori di Roma               | Люцилла (голос)                        |
| 2013      | ф  | Чуже обличчя                      | Il volto di un'altra             | Белла                                  |
| 2014      | ф  | Хліб і бурлеск                    | Pane e burlesque                 | Матильда                               |
| 2015      | ф  | Поцілунок                         | Lo che amo solo te               | К'яра                                  |
| 2015      | ф  | Професор Попелюшка                | Il professor Cenerenrolo         | Моргана Ді Філіппо                     |
| 2016      | мф | Секрети домашніх тварин           | The Secret Life of Pets          | Бріджет (голос в італійській версії)   |
| 2016      | ф  | Різдвяна вечеря                   | La cena Natale                   | К'яра                                  |
| 2017      | с  | 1993                              | 1993                             | Аріанна                                |
| 2019      | ф  | Пригода                           | Un'avvantura                     | Франческа                              |
| 2020      | ф  | Право на «ліво»                   | Gli infedeli                     | Сільвія                                |
| 2019      | мф | Секрети домашніх тварин 2         | The Secret Life of Pets 2        | Бріджет (голос в італійській версії)   |
| 2019      | с  | 1994                              | 1994                             | Аріанна                                |
| 2021      | ф  | Дівич-вечір                       | Addio al nubilato                | Лінда                                  |
| 2022      | ф  | Я був на війні, але не знав цього | Ero in guerra ma non lo sapevo   | Елена                                  |
| 2022      | с  | Сильніше за долю                  | Più forti del destino            | Розалія Каталана                       |
| 2023      | ф  | Полювання                         | La caccia                        | Сільвія                                |
| 2023      | ф  | Дівич-вечір 2                     | Addio al nubilato 2              | Лінда                                  |

## Нагороди та номінації
Etruria Cinema
- 2005 — Відкриття року.

Срібна стрічка
- 2007 — Номінація на найкращу акторку (Друг сім'ї).
- 2009 — Премія Гульєльмо Бірагі (Невірність Клари).
- 2013 — Номінація на найкращу акторку (Чуже обличчя).

Золота хлопавка
- 2008 — Номінація на найкращу акторку другого плану (У нас вдома).

Золотий глобус (Італія)
- 2013 — Номінація на найкращу акторку (Чуже обличчя).

Golden Graals
- 2011 — Номінація на найкращу акторку (Фатальна Лара).